# فيليكتون بارانيكوف
فيليكتون بارانيكوف (بالروسية: Баранников, Виликтон Иннокентьевич)‏ (4 يوليو 1938 – 29 نوفمبر 2007) هو ملاكم روسي راحل، مثّل بلاده في الألعاب الأولمبية الصيفية في دورتي 1960 و1964.

## روابط خارجية
فيليكتون بارانيكوف على موقع أوليمبيديا (الإنجليزية)